# Taro Hirose
Taro Hirose, född 30 juni 1996, är en kanadensisk professionell ishockeyforward som är kontrakterad för Detroit Red Wings i National Hockey League (NHL) och spelar för Grand Rapids Griffins i American Hockey League (AHL). 
Han har tidigare spelat för Michigan State Spartans i National Collegiate Athletic Association (NCAA).
Hirose blev aldrig NHL-draftad.
Han är bror till Akito Hirose.

## Statistik
| 2010–2011   | Calgary Northstar Sabres     | AMBHL       | 33  | 14 | 26  | 40  | 12 | — | — | — | — | — |
|             | CNHA Blazers                 | AMMHL       | 3   | 1  | 0   | 1   | 0  | — | — | — | — | — |
| 2011–2012   | Edge Mountaineers Maroon U17 | CSSHL       | 24  | 23 | 14  | 37  | 27 | 1 | 1 | 0 | 1 | 0 |
|             | Edge Mountaineers (Prep) U18 | CSSHL       | 3   | 0  | 0   | 0   | 2  | 1 | 0 | 0 | 0 | 0 |
|             | Edge Mountaineers Maroon U18 | NAHL        | 17  | 15 | 16  | 31  | 21 | — | — | — | — | — |
| 2012–2013   | Edge Mountaineers (Prep) U18 | CSSHL       | 12  | 6  | 13  | 19  | 14 | 2 | 0 | 2 | 2 | 0 |
|             | Edge Mountaineers (Prep)     | MPHL        | 13  | 7  | 10  | 17  | 2  | 3 | 1 | 0 | 1 | 0 |
| 2013–2014   | Edge Mountaineers (Prep) U18 | CSSHL       | 27  | 21 | 22  | 43  | 6  | 3 | 4 | 2 | 6 | 0 |
|             | Edge Mountaineers (Prep)     | MPHL        | 13  | 8  | 8   | 16  | 2  | 3 | 2 | 2 | 4 | 0 |
| 2014–2015   | Salmon Arm Silverbacks       | BCHL        | 58  | 18 | 32  | 50  | 12 | — | — | — | — | — |
| 2015–2016   | Salmon Arm Silverbacks       | BCHL        | 58  | 15 | 56  | 71  | 18 | 6 | 1 | 4 | 5 | 0 |
| 2016–2017   | Michigan State Spartans      | NCAA        | 34  | 6  | 18  | 24  | 23 | — | — | — | — | — |
| 2017–2018   | Michigan State Spartans      | NCAA        | 36  | 12 | 30  | 42  | 4  | — | — | — | — | — |
| 2018–2019   | Detroit Red Wings            | NHL         | 10  | 1  | 6   | 7   | 2  | — | — | — | — | — |
|             | Michigan State Spartans      | NCAA        | 36  | 15 | 35  | 50  | 12 | — | — | — | — | — |
| 2019–2020   | Detroit Red Wings            | NHL         | 26  | 2  | 5   | 7   | 6  | — | — | — | — | — |
|             | Grand Rapids Griffins        | AHL         | 35  | 5  | 22  | 27  | 12 | — | — | — | — | — |
| 2020–2021   | Detroit Red Wings            | NHL         | 6   | 0  | 2   | 2   | 0  | — | — | — | — | — |
|             | Grand Rapids Griffins        | AHL         | 29  | 5  | 23  | 28  | 4  | — | — | — | — | — |
| 2021–2022   | Detroit Red Wings            | NHL         | 15  | 1  | 3   | 4   | 4  | — | — | — | — | — |
|             | Grand Rapids Griffins        | AHL         | 59  | 15 | 38  | 53  | 12 | — | — | — | — | — |
| 2022–2023   | Detroit Red Wings            | NHL         | 3   | 0  | 0   | 0   | 2  | — | — | — | — | — |
|             | Grand Rapids Griffins        | AHL         | 71  | 16 | 41  | 57  | 12 | — | — | — | — | — |
| NHL totalt  | NHL totalt                   | NHL totalt  | 60  | 4  | 16  | 20  | 14 | — | — | — | — | — |
| AHL totalt  | AHL totalt                   | AHL totalt  | 194 | 41 | 124 | 165 | 40 | — | — | — | — | — |
| NCAA totalt | NCAA totalt                  | NCAA totalt | 106 | 33 | 83  | 116 | 39 | — | — | — | — | — |